# Xhevahir Spahiu
Pour les articles homonymes, voir Spahiu.
 (avril 2015).
Si vous disposez d'ouvrages ou d'articles de référence ou si vous connaissez des sites web de qualité traitant du thème abordé ici, merci de compléter l'article en donnant les références utiles à sa vérifiabilité et en les liant à la section « Notes et références ».
Xhevahir Spahiu (né en 1945 à Malind) est un poète, journaliste et traducteur albanais.

## Biographie
Originaire du sud de l'Albanie, il naît à Malind, un petit village de la région du Skrapar au pied du Mont Tomorr. Étudiant à l'université de Tirana, il sort diplômé de littérature albanaise en 1967. Il est avant tout poète, et l'un des poètes contemporains les plus importants vivant en Albanie, mais il est également réputé dans le journalisme et la traduction, notamment de grec et de français. Son œuvre compte également des livres pour enfants. Xhevahir Spahiu s'est même fait parolier pour quelques chansons dont certaines ont remporté des prix.
Sa poésie aussi a été lauréate de quelques récompenses, comme par deux fois le Prix Migjeni décerné par l'Union des Écrivains Albanais en 1987 et 1991 respectivement pour les titres Nesër jam aty (Je suis à vous demain) et Kohë e krisur (Eclat du temps). La palme des Floralies Nationales a été attribuée au recueil Heshtje s'ka (Il n'est pas de silence) en 1989 et le recueil Ferrparasja (L'enfer-paradis) a remporté le Prix National des Lettres pour l'année 1994-1995.
En 1973 paraît dans une revue le poème Jetë (Vivant) qui lui vaudra les foudres du régime communiste, Enver Hoxha y aurait perçu dans quelques lignes un rappel d'une phrase de Jean-Paul Sartre, auteur dont la lecture était proscrite par le régime. Cela lui valut une interdiction de publication durant deux années. Le recueil Zgjimi i thellësive (L'éveil des profondeurs) fut quant à lui publié en 1979, puis retiré de la vente car, après-coup, il fut jugé « malsain ».
En 1993, après la chute du régime communiste, il devient secrétaire de l'Union des Écrivains, puis il en devient président en 1998.

## Poèmes traduits en français
Des poèmes de Xhevahir Spahiu sont présentés dans les ouvrages suivants accompagnés de ceux d'autres poètes albanais. Toutes les traductions de l'auteur sont de Alexandre Zotos.
- Neuf poètes albanais d'aujourd'hui, Poésie 93, n°46, éditions Seghers, 1993
- Poètes et prosateurs d'Albanie, La Main de Singe n°17, éditions Comp'Act, 1998
- Anthologie de la poésie albanaise, Alexandre Zotos, La Polygraphe, éditions Comp'Act, 1998
- Les Belles Étrangères. 13 écrivains d'Albanie, Ministère de la culture et de la communication, Centre national du livre, 1998
- Fenêtre ouverte...et ensuite. Douze poètes albanais et français, L'Inventaire, coll. "D'autres Lieux", Centre Régional des Lettres de Basse-Normandie, 2002

## Œuvre poétique
- Mengjes sirenash (1970)
- Ti qytet i dashur (1973)
- Vdekje e perendive (1977)
- Dyer dhe zemra të hapura (1978)
- Zgjimi i thellësive (1979)
- Bashkohësit (1980)
- Agime shqiptare (1981)
- Zambakët e mamicës (1981)
- Kitaristët e vergjël (1983)
- Nesër jam aty (1987)
- Heshtje s'ka (1989)
- Dielli i lodrave (1990)
- Poezia shqipe (1990)
- Kohë e krisur (1991)
- Ferrparasja (1994)
- Pezull (1996)
- Rreziku (2003)
- Poezia të zgjedhura : 1965-2000 (2006)